# Diplocarpon mespili
Diplocarpon mespili (Sorauer) B. Sutton – gatunek grzybów z rodziny Drepanopezizaceae. Grzyb mikroskopijny rozprzestrzeniony na całym świecie na roślinach z rodziny różowatych (Rosaceae). W Polsce największe znaczenie ma jako sprawca choroby brunatna plamistość liści gruszy.

## Systematyka i nazewnictwo
Pozycja w klasyfikacji według Index Fungorum: Diplocarpon, Drepanopezizaceae, Helotiales, Leotiomycetidae, Leotiomycetes, Pezizomycotina, Ascomycota, Fungi.
Po raz pierwszy takson ten w 1878 r. opisał Paul Carl Moritz Sorauer nadając mu nazwę Stigmatea mespili. Obecną, uznaną przez Index Fungorum nazwę nadał mu Brian Charles Sutton w 1980 r.
Ma 18 synonimów. Niektóre z nich:
- Entomosporium maculatum Lév. 1856
- Fabraea maculata (Lév.) G.F. Atk. 1951
- Diplocarpon maculatum (Lév.) Jørst. 1945
- Diplocarpon soraueri (Kleb.) Nannf. 1932[4].

## Morfologia
AnamorfaWytwarza 4- lub 5-komórkowe konidia w owocnikach zwanych acerwulusami. Konidia mają wyrostki, które sprawiają, że wyglądają jak mikroskopijne owady, stąd jeden z synonimów rodzaju Entomosporium. Acerwulusy są okrągłe lub nieregularne i mogą mieć średnicę do 200 µm. Konidia składają się z większej komórki podstawnej, górnej komórki i 2 lub więcej mniejszych, bocznych, szklistych komórek. Komórka wierzchołkowa jest kulista z rozwartym wierzchołkiem; komórka podstawna jest krótka, cylindryczna ze ściętą podstawą; a komórki boczne są kuliste. Każda z komórek wierzchołkowych i bocznych ma pojedynczy, komórkowy, nierozgałęziony, giętki wyrostek. Konidia mają wymiary 15–22,5 × 5,5–9,5 µm; komórki boczne mają długość 4–7 µm; wyrostki mają długość 7–15,5 µm.
TeleomorfaMiseczkowate apotecja o średnicy 130–240 µm. Powstają w nich szkliste bazydiospory o wymiarach 14–19 × 6–7 µm. Są dwukomórkowe z wyraźnym przewężeniem na przegrodzie.